# Téni
Ne doit pas être confondu avec Téni-Peulh.
Cet article concerne la commune du Burkina Faso. Pour la  chanteuse, compositrice et artiste nigériane, voir Teni (chanteuse).
Téni est une commune située dans le département de Doumbala de la
province de Kossi au Burkina Faso.